# Berberis carinata
Berberis carinata är en berberisväxtart som beskrevs av Wilibald Lechler. Berberis carinata ingår i släktet berberisar, och familjen berberisväxter. Inga underarter finns listade i Catalogue of Life.